# Kraljeva dalmatinska legija
Kraljeva dalmatinska legija (izvirno italijansko Legione Reale Dalmata) je bila vojaška enota, ki so jo ustanovili Francozi v času, ko je bila Dalmacija del Italijanskega kraljestva.

## Sestava
Načrtovana sestava legije so bili štirje bataljoni, pri čemer bi vsak bataljon imel 6 čete. Sprva so načrtovali, da bo imela legija 2.700 pripadnikov, pozneje pa so to povečali na 2.950. Kljub vsemu pa so do konca leta 1807 ustanovili le 2 bataljona.